# Route nationale 108 (France)
Pour les articles homonymes, voir Route nationale 108.
La route nationale 108, ou RN 108, était une route nationale française reliant Marvejols à Barjac via le col de Vielbougue. Le décret du 5 décembre 2005 a entraîné son transfert au département de la Lozère. Elle est désormais la RD 808.
Avant la réforme de la numérotation des routes nationales de 1972, la RN 108 reliait Montpellier à Agde. Ce tracé est devenu l'un des tronçons de la nouvelle RN 112, aujourd'hui rétrocédée aux départements.

## Ancien tracé de Montpellier à Agde (N 112)
- Montpellier (km 0)
- Mireval (km 10)
- Frontignan (km 19)
- Sète (km 27)
- Marseillan-Plage (km 43)
- Agde (km 51)